# Лэнг, Джим
Джеймс Волкер Лэнгкнехт (англ. James Volker Langknecht), более известный как Джим Лэнг (англ. Jim Lang; род. 22 ноября 1950, Канзас-Сити, Миссури, США) — американский музыкант, композитор. Наибольшую известность ему принесла запись саундтрека для анимационного сериала телеканала Nickelodeon «Эй, Арнольд!» (1996—2004), а также его продолжений в виде полнометражных мультфильмов.

## Избранная фильмография
- Мешки для трупов (1993; совместно с Джоном Карпентером)[4]
- В пасти безумия (1994; совместно с Джоном Карпентером)[4]
- Эй, Арнольд! (1996–2004)
- Ллойд в космосе (2001–2004)[5]
- Арнольд! (2002)
- Поезд динозавров (2009–2017)
- Эй, Арнольд! Кино из джунглей (2017)[6]

## Дискография
- Jazz Criminal: Featuring Bennie Maupin, Wallace Roney[7] (2007)